# 坊ガツル

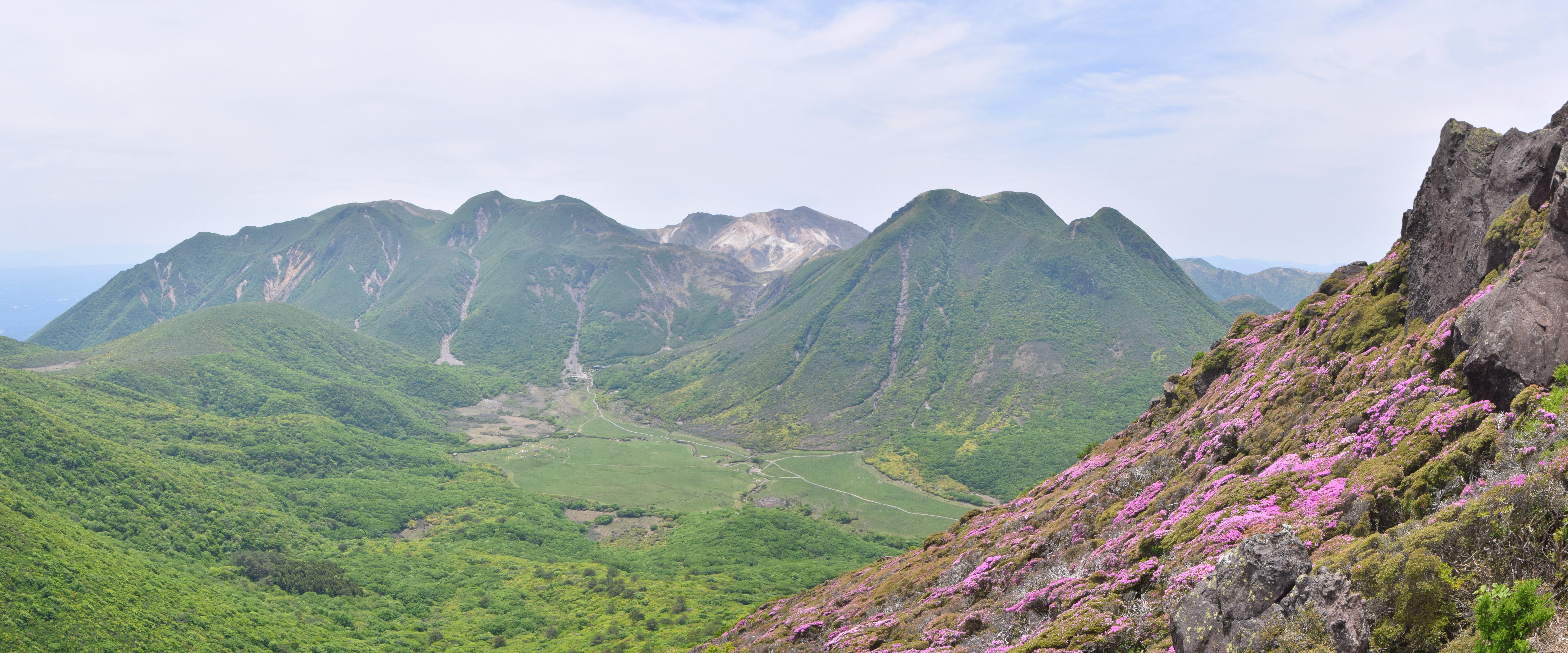
坊ガツルを北東にある平治岳から見る。中央奥が星生山。右が三俣山。左側は中岳や稲星山。

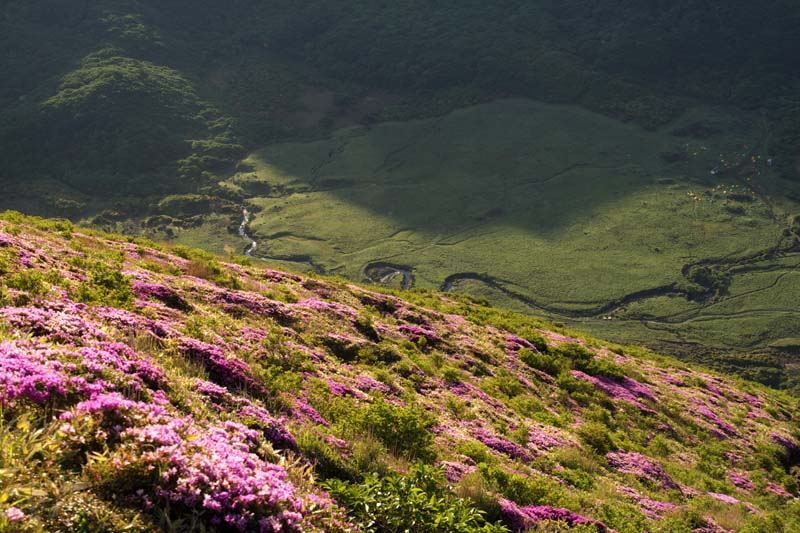
三俣山から見下ろす坊ガツル

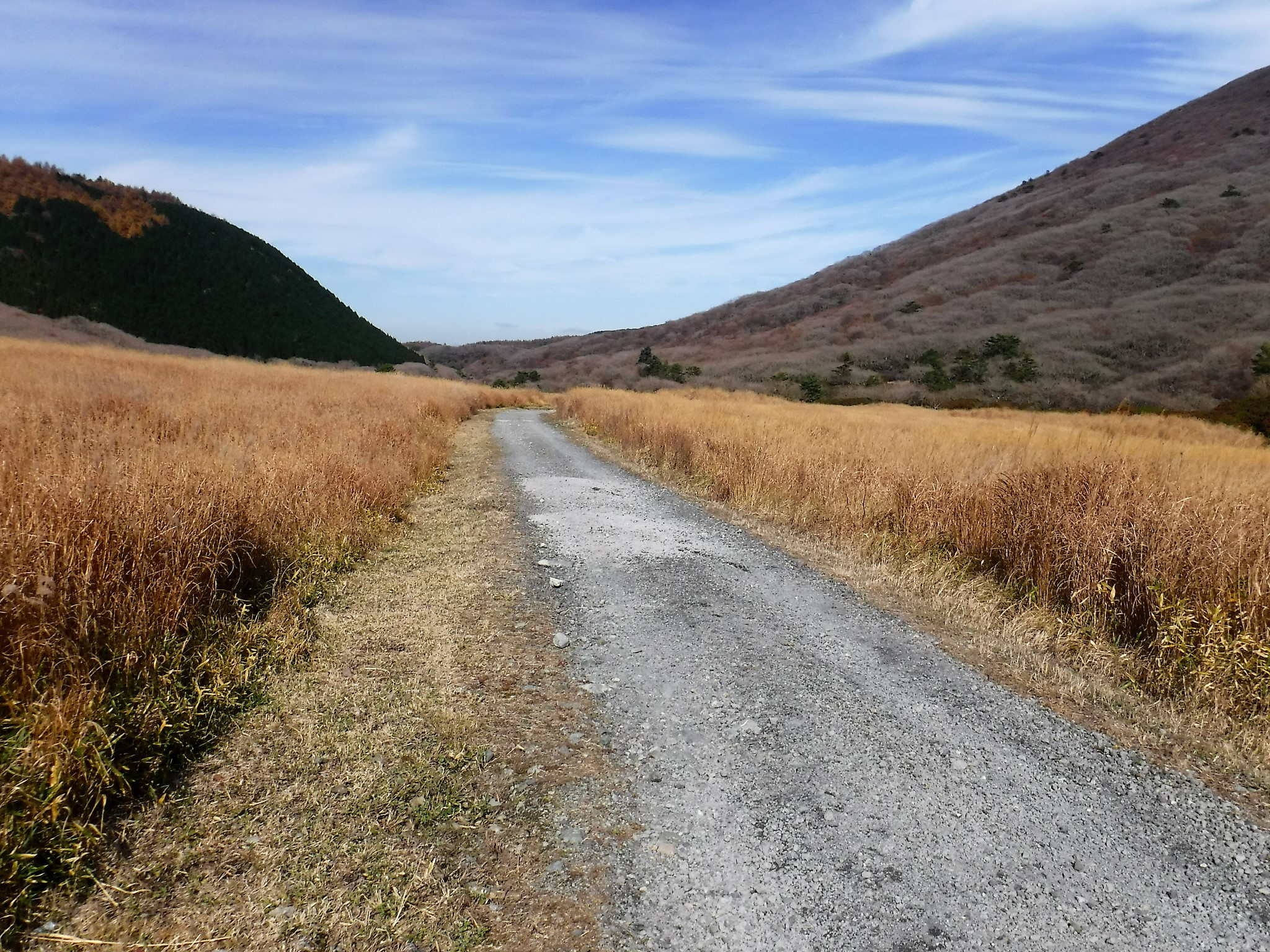
北側の林道より

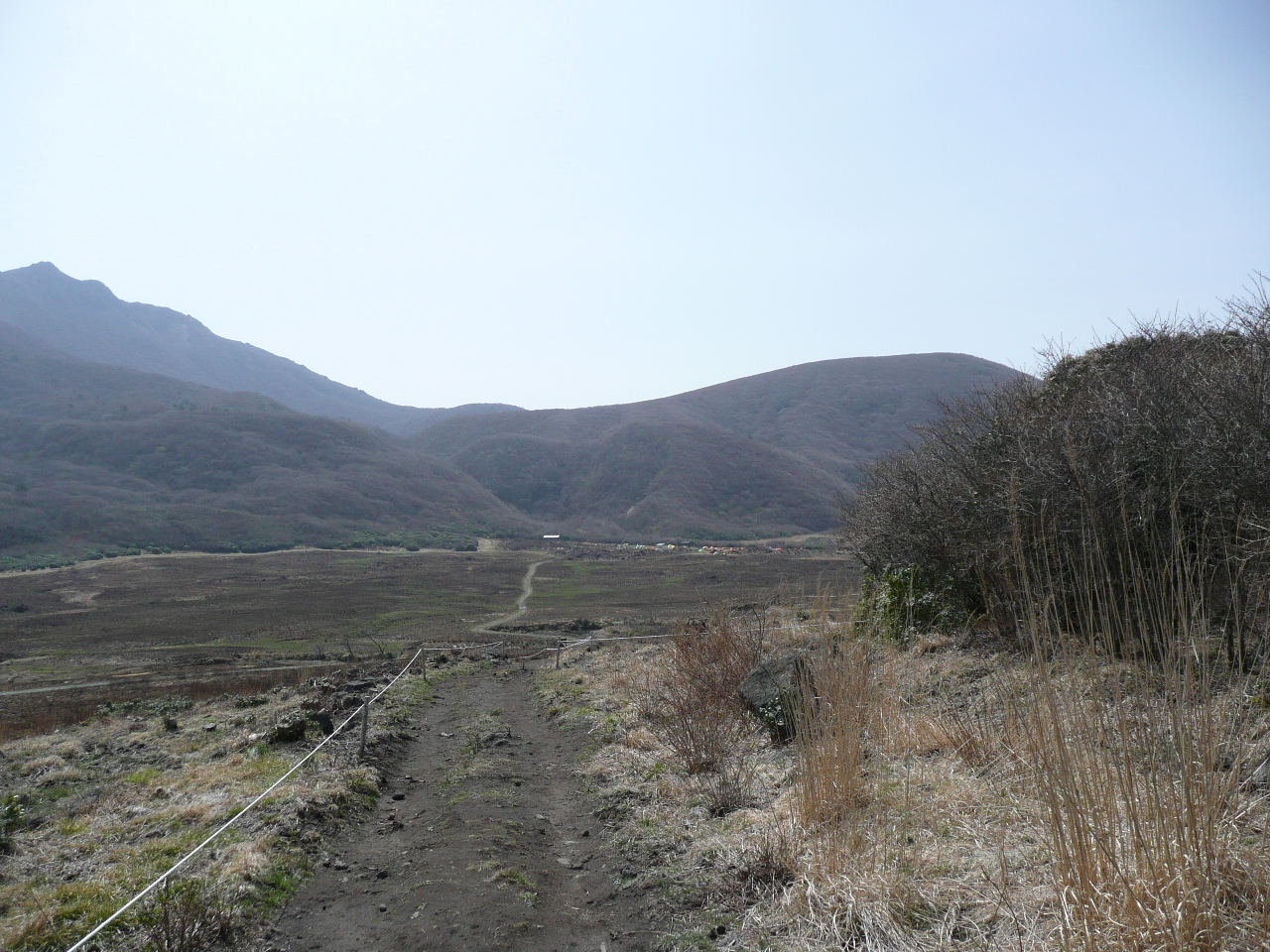
坊ガツル湿原

坊ガツル（ぼうガツル）は、大分県竹田市にある標高約1,200mの高さに広がる盆地・湿原。九重連山の主峰久住山と大船山等に囲まれており、阿蘇くじゅう国立公園に含まれる。坊がつる、坊ヶつる、坊ガツル、坊がツル、坊ヶツルなどとも表記する。

## 概要
九重連山の中心部に位置し、三俣山、平治岳、大船山の火山群に囲まれた盆地内の標高約1200m付近に広がる。
タデ原湿原とともに、中間湿原として国内最大級の面積を有する湿原であり、「くじゅう坊ガツル・タデ原湿原」としてラムサール条約の登録湿地となっている。湿原の南端には法華院温泉がある。
古くは牧草用の採草地として利用され、野焼きにより湿原の維持をしてきたが、畜産農家の減少により牧草の利用は減少した。その後は景観維持や文化継承を目的として地域や企業のボランティアによる野焼きが実施されている。

## 文化
坊ガツル湿原をモチーフにした山男の歌「坊ガツル讃歌」があり、九重山群の山岳愛好家によって歌い継がれている。この歌は、もともとは広島高等師範学校（現：広島大学）山岳部の部歌であった。その後、芹洋子がNHKの『みんなのうた』で歌った「坊がつる讃歌」で全国的に知られるようになった。